# Ilias Papailiakis
Ilias Papailiakis est un peintre grec né en 1970 en Crète.

## Biographie
Il étudia à l'École des Beaux-Arts d'Athènes où il obtint sa licence en 1996. En 1999, il reçut le 1er Prix de la Fondation Yannis et Zoé Spyropoulos. Il vit et travaille à Athènes. Il fait partie de la nouvelle génération d'artistes grecs montant.
Il représenta la Grèce à la Biennale de Venise en 2001.

## Style
Ses tableaux sont le plus souvent de petit format, peints à l'huile sur des planches irrégulières. Sa principale source d'inspiration est la peinture du XVIIIe siècle. Ses thèmes sont plutôt violents. Il mélange les influences baroques de la Contre-Réforme à celles de Rubens qu'il a parfaitement su intégrer. Il s'inspire des natures-mortes flamandes, des portraits psychologisant espagnols et des tableaux des peintres grecs qui l'ont précédé. On retrouve dans ses œuvres un mélange des thèmes des mythologies grecque et chrétienne, des désirs et fantasmes psychologiques et sexuels qui s'expriment sur le net et des grandes dates de l'Histoire de la Grèce. Ainsi, dans Democracy is the Opposite of Ingratitude (http://www.thebreedersystem.com/exhibition.php?ExhibitionID=34#), sa dernière exposition à Athènes, on retrouve une chute des anges déchus (Next Day), une parodie de L'École secrète de Nikolaos Gysis ou un Boy Toy proche des photographies pornographiques qui circulent sur le net.

## Expositions

### Solo
- 1997 : Non historical cosmos. Gallery-7, Athènes
- 1999 :
  - The origin of the myth, Musée Yannis Spyropoulos, Athènes
  - The objective image, Kappatos Gallery, Athènes
- 2000 :
  - The origin of the myth, Orphelinat Papafio, Thessalonique
  - Basic precepts and negation, Athènes
- 2001 : Musée Macédonien d'Art Contemporain, Thessalonique
- 2003 : Galerie The Breeder, Athènes
- 2004 : Galerie Vilma Gold, Londres (http://www.vilmagold.com/pages/imagepages/ilias6.htm)
- 2005 :
  - Cassandra, Upstairs Berlin, Berlin
  - Sorcha Dallas, Glasgow
- 2006 : Democracy is the opposite of Ingratitude, Galerie The Breeder, Athènes
- 2008 :   "Völkerschauplatz", upstairs berlin, Berlin

### Groupe
- 1996 : Retrospective courses, Gallery-7, Athènes
- 1997 :
  - Ad hoc / and in situ, Rethymnon Center for Contemporary Art, L. Kanakakis Municipal Gallery, Rethymnon, Crète
  - And still the ship is not insight, Brême, Allemagne
  - And still the ship is not insight, Entrepot n°1, Port de Thessalonique dans le cadre de Thessalonique, Capitale européenne de la Culture
- 1998 :
  - Creation of image, consumption of emotion. Consumption of image, creation of emotion, Maison de Chypre, Athènes
  - Due to extrajudicial summons, Zaimi 54, Athènes
- 1999 :
  - Video Show, rue Dragatsaniou, Athènes
  - Biennale des jeunes Artistes des pays européens et méditerranéens, Rome
- 2000 :
  - Sélection 2000 du Centre pour l'Art Contemporain de Rethymnon, Musée Pieridis Museum, Athènes
  - Les Artistes du Musée Yannis Spyropoulos, Centre Culturel Ellinikos Kosmos, Athènes
  - Personal Cinema, Tsimiski 127, Thessalonique
  - Summer camp - Camp summer, École publique n°1, Hydra